# Lutti
Pour les articles ayant des titres homophones, voir Lüthi et Luti.
Lutti est une entreprise de confiserie dont le siège est à Bondues dans le département du Nord, en France.
Son premier produit commercialisé à grand succès fut le caramel mou Lutti. Aujourd’hui, Lutti est la deuxième marque de confiserie en France et commercialise une large gamme de bonbons, dont l’Arlequin, le Bubblizz ou le Magnificat.

## Histoire

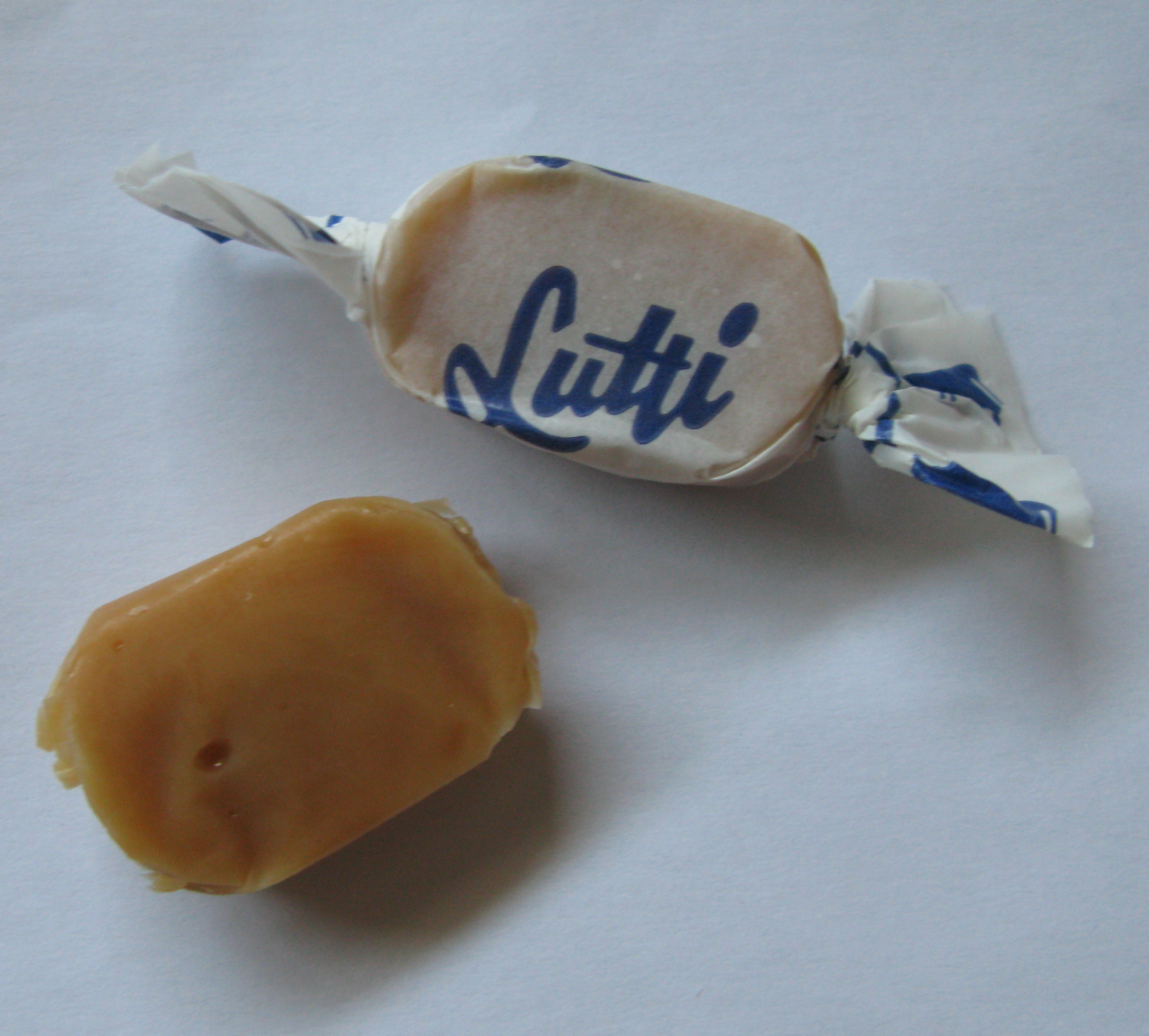
Caramels Lutti.

En 1889 la Confiserie Léopold est créée en Belgique.
C’est en 1929 qu’est née la marque Lutti. Le nom a été trouvé par Henri Cornet selon des critères de marketing de l'époque.
Avant guerre, ces bonbons ont donné naissance à une émission de radio sur les ondes nationales, qui s'appelait « Les enfants de Lutti ».
En 1949, Léon Desprets crée la Chocolaterie Saint-Pierre, quai de Dunkerque à Roubaix. Il rachète en 1961 la confiserie Lamy, qu'il délocalise à Tourcoing.
De fusions en rachat, notamment celle de la marque belge Lutti qui deviendra la marque commerciale du groupe 1972, elle conservera toujours ses sites de productions dans le Nord.
Par la suite, de nombreuses acquisitions de chocolateries et de confiseries ont contribué au développement et au rayonnement de Lutti, en France comme en Belgique.

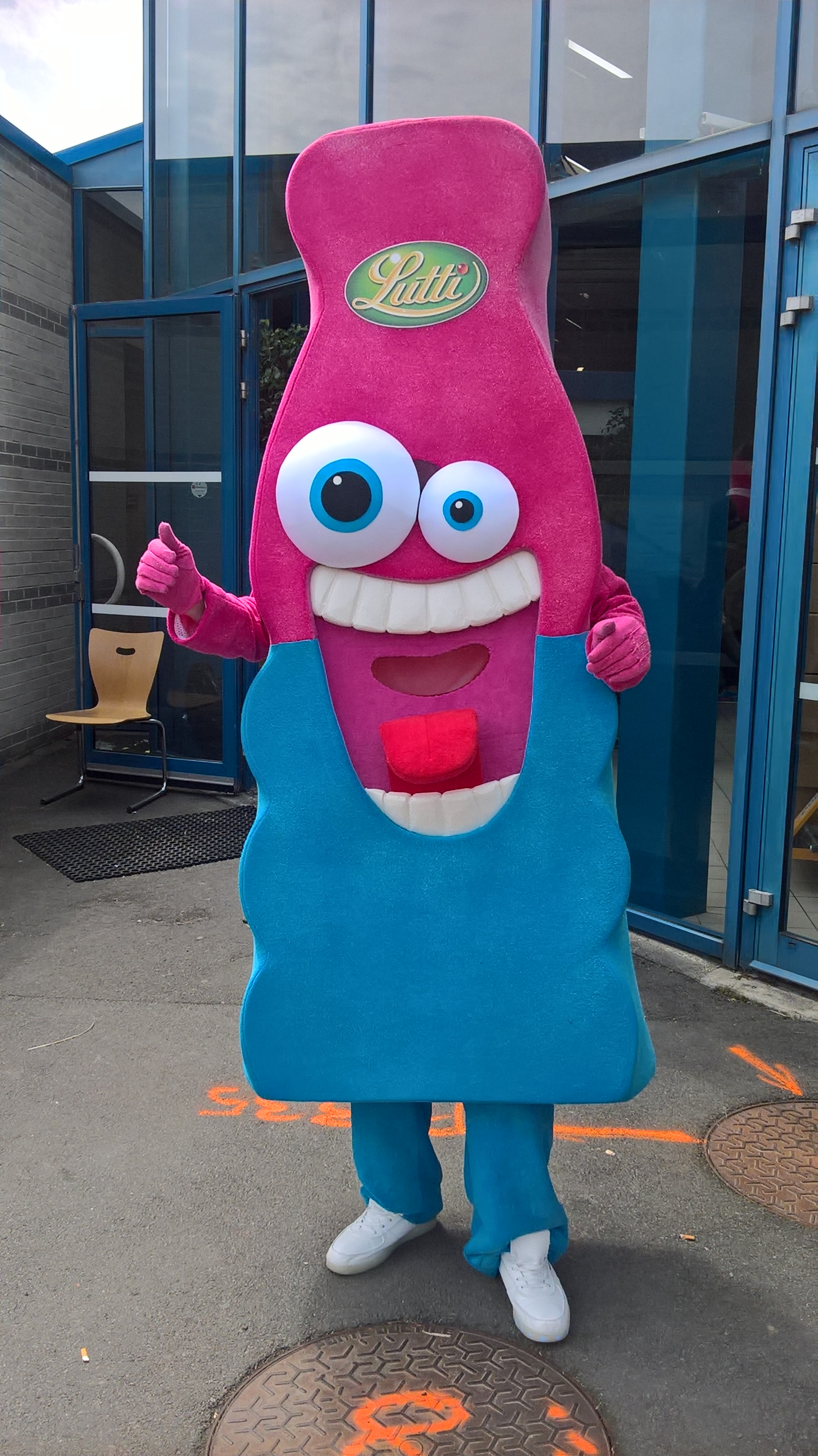
Mascotte Lutti en forme de bonbon Bubblizz.

En 1993, Lutti lance ses bonbons phares : l’Arlequin et le Bubblizz.
En 2011, le confiseur allemand Katjes International devient l'unique actionnaire de l'entreprise.
Fin 2018, LH CPK (pour Legendre Holding, Carambar Poulain Krema), une holding du groupe Eurazeo qui détient aussi Carambar & Co, prend le contrôle de Lutti après avoir reçu l'autorisation de l'Autorité de la Concurrence.
Le 9 octobre 2021, elle devient partenaire de Solary.

## Production
Le site de production est basé dans le Nord de la France, à Bondues. La capacité totale de fabrication est de 50 000 tonnes par an. Aujourd’hui la production est exclusivement française, le site de production belge ayant subi un incendie en octobre 2013. Les produits sont vendus dans plus de 50 pays dans le monde et l'export représente 20 % du chiffre d'affaires.

## La marque
Créée il y a plus de 130 ans, Lutti conçoit, fabrique et commercialise une large gamme de bonbons, de gommes et de chocolats.
Depuis 2003, Lutti est la deuxième marque française et la première marque belge de confiserie de sucre en sachet.

## Les produits
Lutti est présent sur différentes gammes :
- Les bonbons gélifiés acides avec Bubblizz, Best Fizz, Soda Fizz, FlexiFizz, Surffizz, Long Fizz, Scoubifizz, Lapins Crétins, et les bonbons gélifiés doux avec Scoubidou.
- Les bonbons aux fruits avec le célèbre Arlequin qui se décline en plusieurs textures.
- Les bonbons à la menthe avec LuttiMint et Menthise
- Les guimauves enrobées de chocolat avec Koala Lait et Koala noir
- Les bonbons à la réglisse avec O'Tablo
- Les caramels : Caramel Lutti, le Magnificat et Magnificat Tendre choco.
- Le BubbleGum avec TubbleGum et Roll’Up
- Le chocolat de fin d’année avec la gamme Splend’Or

Lutti lance chaque année de nombreuses nouveautés ; les dernières en date : la gamme Bomb, les tubos Max 2 Fizz qui rassemble les dernières innovations fizz de Lutti, Luttimint Iceball (une bille de menthe forte) et Flexifizz Duo.